# エクスプロラトリアム
ジ エクスプロラトリアム（英: the Exploratorium）は、子供と家族向けの科学博物館。名称は「探検、探究する」(explorer)と「ホール、講義室」(auditorum)からの合成語。

## 概要
アメリカ合衆国カリフォルニア州サンフランシスコのエンバーカデロ地区ピア15/17にある。2013年1月2日まではパレス・オブ・ファインアート(美術宮殿)にあったが、2013年4月17日に現在地に移設。2014年現在では、サンフランシスコでは最も人気のある博物館の一つで、年間110万人以上の入館者がある。同館は1969年に物理学者で教育者でもあったフランク・オッペンハイマー(en:Frank Oppenheimer)のアイディアと尽力により作られた。彼が初代の館長に就任し、1985年に亡くなるまでその地位にあった。運営団体は、NGO組織で運営されている。

### 施設特徴
エクスプロラトリアムは、観客が触って体感できるハンズオン展示、体験型の科学と芸術の展示によって、科学を知識だけでなく体験によって理解することを重視した最初期のサイエンスミュージアムの1つである。観客が参加・体験できる展示には、ドイツ博物館の先例があるが、科学に重点を絞った展示では同館とカナダのオンタリオ・サイエンスセンターが最初である。同館の展示には、科学者や教育者だけでなくビジュアルアーティストやメディアアーティスト、パフォーミングアーティストも加わっている。芸術家が半年以上滞在して展示物を制作・発表する「アーティスト・イン・レジデンス」の制度も整っている（日本人では岩井俊雄などが参加）。こうした同館の姿勢は、開館以来一貫して掲げられてきた標語「科学、芸術、そして人間の知覚のミュージアム」（Museum of science,art and human perception）に示されている。その意味で、サイエンスミュージアムであり、同時に体験型アート、メディアアートのミュージアムとしての特徴も併せ持っている。

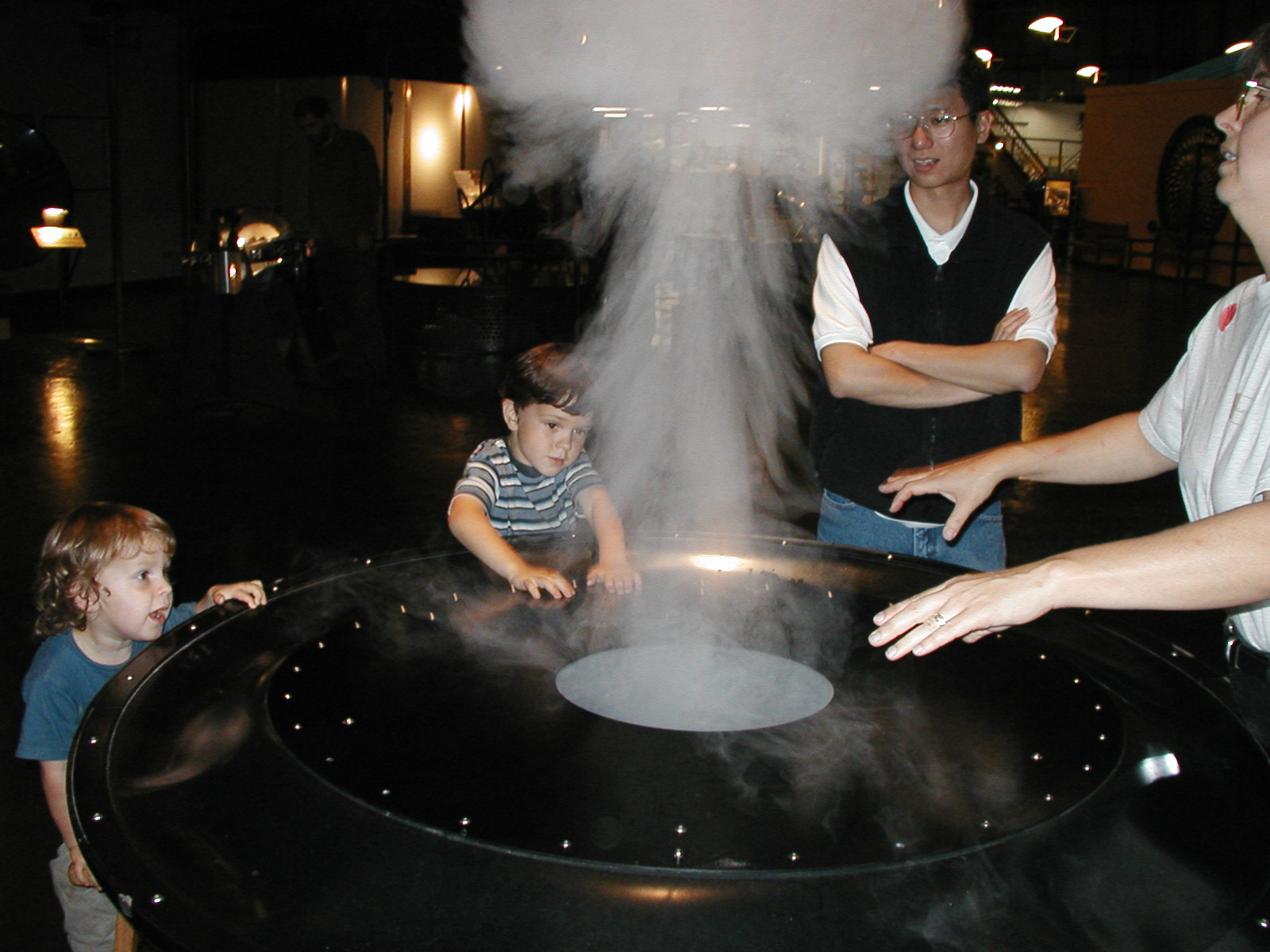
エクスプラトリアムでの空気砲の実験の展示物

こうしたエクスプロラトリアムで生み出された展示デザインのノウハウは、世界中の科学博物館でもそのまま再現して製作、展示できるように、ノウハウのすべてを『クックブック』（Cookbook、調理本）という名前のマニュアルにまとめて3巻まで刊行されている。
子供向けのこの博物館を利用しながら楽しく科学を学ぶためのシリーズ本は『スナックブック』（おやつの本、Snackbook）という名のシリーズで刊行されており、いずれも博物館のミュージアムショップで購入することが出来る。一般の書店でも購入は可能である。
展示について、他では再現出来ないもの、たとえば「ウェーブ・オルガン」のようなもの、サンフランシスコ湾のこの特定の場所でのみ可能な展示というものもある。エクスプラトリアムは、多数のオンラインの科学展示や実験を盛り込んだウェブサイトも1993年から運営している。このサイトは、1997年最優秀の科学サイトの表彰が始まって以来既に5度ウェビー賞 (Webby Award) を受賞している。